# Strijdende Solidariteit

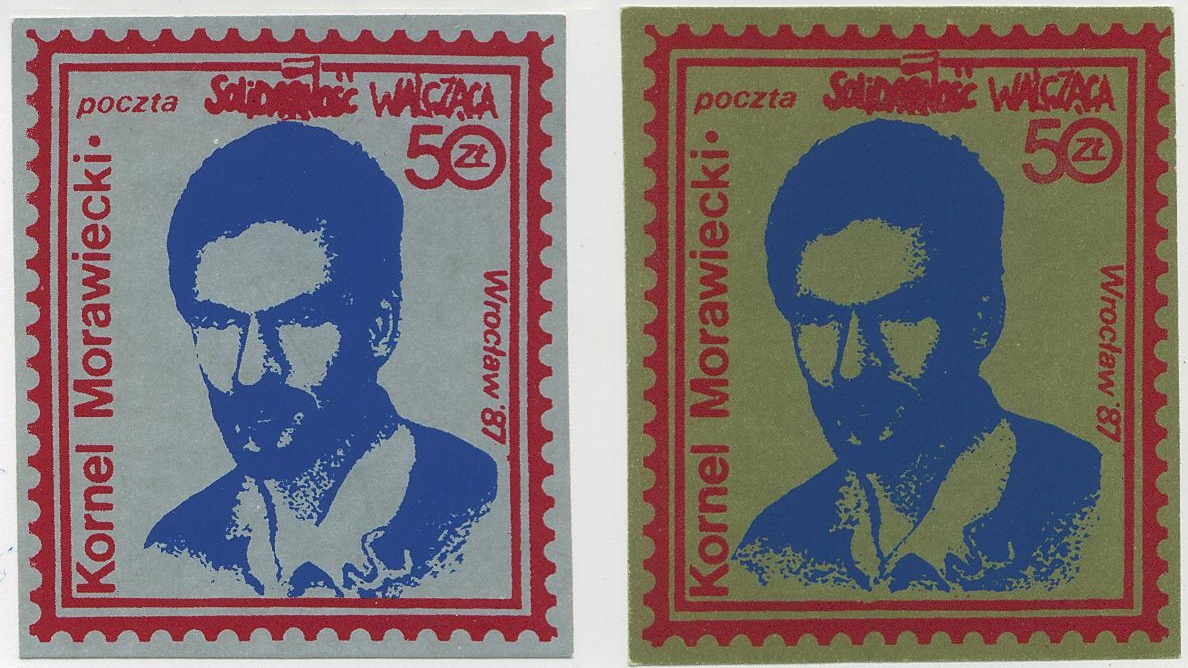
Illegale postzegels van Strijdende Solidariteit met een afbeelding van Kornel Morawiecki. Deze werden niet gebruikt op brieven, maar om financiële steun te werven.

Strijdende Solidariteit (Pools: Solidarność Walcząca, dikwijls afgekort tot SW) was een ondergrondse anticommunistische organisatie, die in de jaren tachtig in Polen heeft bestaan als radicale factie binnen het verboden vakverbond Solidariteit.

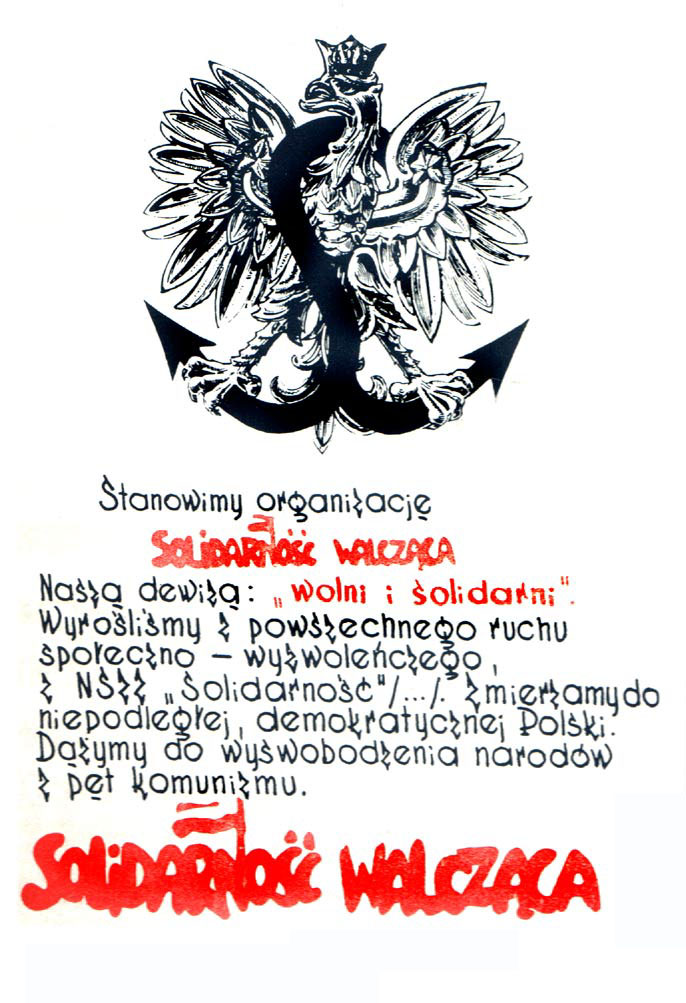
Poster van Strijdende Solidariteit

De groepering werd in juni 1982 in Wrocław opgericht door de dissident Kornel Morawiecki. Het was een directe reactie op het verbod van het vrije vakverbond Solidariteit na de invoering van de staat van beleg in december 1981 en de repressie die hierop volgde. De organisatie zag zichzelf als opvolger van het ondergrondse verzet ten tijde van de Tweede Wereldoorlog en gebruikte een vergelijkbaar symbool: de kotwica (een anker in de vorm van een letter W, die zowel voor wolność "vrijheid" als walka "strijd" stond) uitlopend in een letter S (van Solidarność), in combinatie met de Poolse adelaar voorzien van een kroon, die destijds als symbool gold van een onafhankelijk, niet-communistisch Polen. Het doel van Strijdende Solidariteit was het communisme in Polen te vernietigen. Hoewel het een radicale groep was met een militante reputatie, nam Strijdende Solidariteit afstand van geweld of terrorisme. De organisatie legde zich vooral toe op het publiceren van ondergrondse publicaties, propaganda, infiltratie- en inlichtingenwerk. Ook ondersteunde Strijdende Solidariteit ondergrondse groepen in de Sovjet-Unie, onder meer in de Baltische staten.

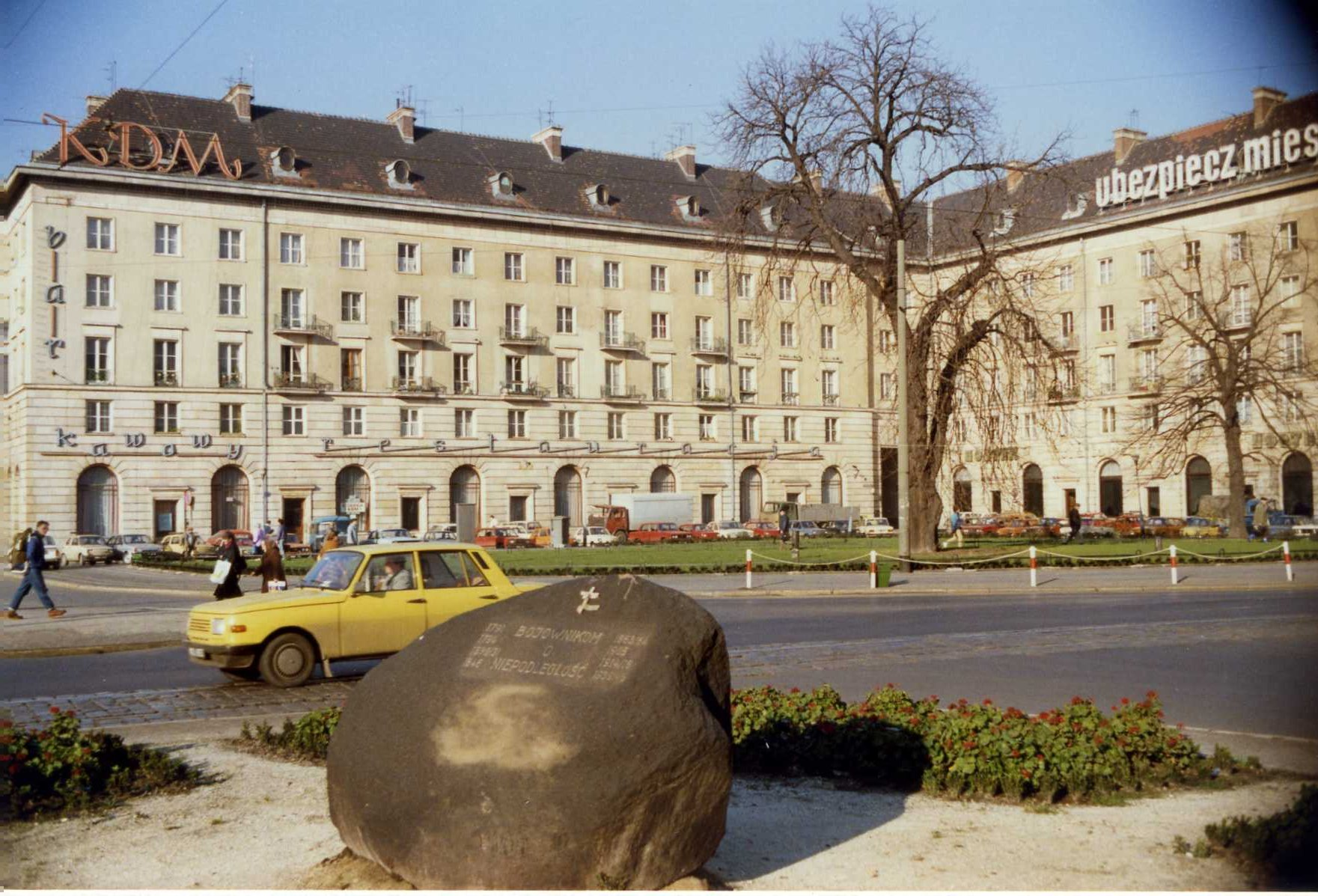
Het SW-logo als graffiti in Wrocław, 1989

Na de omwenteling vormden leden van Strijdende Solidariteit een politieke partij, de Partij van de Vrijheid (Partia Wolności), die bij de parlementsverkiezingen van 1991 echter geen zetels wist te behalen. In 1993 ging deze groep op in de Beweging voor de Republiek (RdR) van oud-premier Jan Olszewski en later in diens Beweging voor de Wederopbouw van Polen (ROP). Morawiecki zelf zou zich tweemaal kandidaat stellen voor het presidentschap van Polen. In 1990 wist hij echter niet genoeg handtekeningen te verzamelen om aan de verkiezingen deel te kunnen nemen, in 2005 behaalde hij slechts 0,13% van de stemmen. Een voormalige activist van Strijdende Solidariteit die wel succes heeft gehad, is Grzegorz Schetyna (vicepremier 2007-2009, voorzitter van de Sejm 2010-2011, waarnemend president van Polen in 2010).